# تاکچورا
تاکچورا (انگلیسی: Takchura) یک شهرک در شهرستان بلاگووارسکی باشقیرستان کشور روسیه است.